# مرقد تشهار تن
مرقد تشهار تن (بالفارسية: امامزاده چهار تن) هو مرقد شيعي تاريخي يعود إلى القاجاريون، ويقع في مقاطعة سمنان.